# Attilio Tesser
Attilio Tesser (Montebelluna, 10 giugno 1958) è un allenatore di calcio ed ex calciatore italiano, di ruolo difensore. Come allenatore, detiene il record di quattro promozioni dalla Serie C alla Serie B, conquistate con Novara, Cremonese, Pordenone e Modena.

## Carriera

### Giocatore
Fluidificante di sinistra, comincia a giocare nelle giovanili della squadra della sua città natale, il Montebelluna, fino a debuttare in Serie D in prima squadra a 16 anni. Due anni dopo, appena maggiorenne, debutta in Serie C nel Treviso, dove rimane per due stagioni prima di passare in Serie A al Napoli. Coi partenopei gioca due stagioni, nella seconda colleziona 5 presenze con la Nazionale Under-21. Sempre in Serie A veste anche le maglie di Udinese, poi nella stagione 1985-1986 scende di categoria col Perugia, poi Catania e infine in Serie C con il Trento nella stagione 1989-1990, che coincide con la sua ultima esperienza da calciatore.

### Allenatore

#### Prime esperienze e l'esordio in Serie A a Cagliari
La sua prima panchina è al Sevegliano nel 1992, poi si occupa dei settori giovanili di Udinese e Venezia. Nel 2001 allena il Südtirol in C2. Nel 2003 è in B con la Triestina, dove rimane due anni; nel primo si classifica al decimo posto, nel secondo si salva.
Nell'estate 2005 fu chiamato da Massimo Cellino alla guida del Cagliari, ma già a fine agosto, dopo aver esordito in campionato con una sconfitta in casa del Siena, venne esonerato.
Il 20 maggio 2006 è ingaggiato dall'Ascoli per la stagione 2006-2007 al posto di Marco Giampaolo. Anche qui viene esonerato in tempi brevi, dopo sole undici giornate di campionato, col ruolino di 0 partite vinte, 4 pareggiate e 7 perse. Subentra al suo posto Nedo Sonetti.
L'11 giugno 2007 Tesser è ingaggiato dal Mantova nella Serie B 2007-2008 con contratto biennale fino al 30 giugno 2009. Prende il posto di Domenico Di Carlo. Per Tesser anche questa avventura finisce con l'esonero: il 24 febbraio 2008, all'indomani del pareggio interno col Bari, è sollevato dall'incarico, causa scarsi risultati e lontananza della zona play-off.
Il 12 gennaio 2009 dopo l'esonero dell'allenatore del Padova Carlo Sabatini è chiamato a allenare la squadra padovana in lega Pro Prima divisione 2008-2009 ma il 22 febbraio 2009 dopo soli quattro punti in cinque giornate viene esonerato col suo staff e al suo posto torna Carlo Sabatini.

#### Novara: la cavalcata dalla Lega Pro alla Serie A
L'11 giugno successivo diventa allenatore del Novara, nel 2009-2010 portando la squadra piemontese alla promozione in Serie B con 4 giornate d'anticipo. L'anno successivo, il 12 giugno 2011, porta il Novara in Serie A dopo 55 anni di assenza, sconfiggendo nella finale play-off il Padova. Il 20 settembre seguente il Novara sconfigge l'Inter 3-1; per Tesser è la prima vittoria in Serie A, per il club piemontese è il terzo successo assoluto contro l'Inter in campionato, il secondo fra le mura amiche (la prima vittoria risaliva difatti al torneo 1939-1940, 1-0, 29ª giornata). Il 30 gennaio 2012, dopo quattro sconfitte consecutive in campionato e con la squadra ultima in classifica con 12 punti, viene esonerato dalla dirigenza novarese.
Il 27 febbraio dello stesso anno gli viene attribuita la "panchina d'argento" della FIGC.
Il 6 marzo 2012 è richiamato dal Novara, sostituendo Emiliano Mondonico; a fine stagione la squadra retrocede in Serie B con 32 punti totali e 27 fatti. Rimane in Piemonte nella stagione successiva rinnovando il proprio contratto fino al 2014, ma in seguito alla sconfitta rimediata ad Ascoli è esonerato nel pomeriggio del 31 ottobre seguente, dopo aver subìto quattro sconfitte nelle ultime sei gare. Lo sostituisce Giacomo Gattuso, tecnico della formazione Primavera.

#### Le esperienze di Terni e Avellino
Il 31 dicembre 2013 è ingaggiato come allenatore dalla Ternana nel campionato di Serie B 2013-2014. L'11 giugno 2014 prolunga il contratto fino a giugno 2015.
Arriva 12º in campionato migliorando il 16º posto dell'anno precedente.
L'11 giugno 2015 annuncia il suo passaggio all'Avellino in sostituzione di Massimo Rastelli, passato al Cagliari, firmando un contratto di un anno con opzione per il secondo. Viene presentato alla stampa due giorni dopo accolto da oltre 300 tifosi allo Stadio Partenio. Il suo staff è composto dal vice Mark Strukelj, dal preparatore atletico Ivano Tito e dal preparatore dei portieri Leonardo Cortiula. La prima gara ufficiale alla guida della compagine irpina vede i biancoverdi battere 3-0 in casa la Casertana, nella gara valida per il secondo turno di Coppa Italia.
Dopo un periodo - quello tra novembre e dicembre 2015 - in cui Tesser è stato messo seriamente in discussione a causa di prestazioni non eccezionali da parte della squadra e di alcune sconfitte di troppo, una striscia di 6 vittorie consecutive a cavallo del nuovo anno permette all'allenatore veneto di rimanere più saldo sulla panchina degli irpini.
Tuttavia, a seguito della sconfitta patita in casa contro la Ternana per 0-2 alla 32ª giornata, il 22 marzo 2016 viene esonerato e sostituito da Dario Marcolin. Ritorna sulla panchina dei Lupi il 20 aprile, a seguito dell'esonero di Dario Marcolin, che nelle 5 partite alla guida dei biancoverdi aveva ottenuto un solo punto.

#### Cremonese
Il 31 maggio 2016 diventa il nuovo allenatore della Cremonese, club militante in Lega Pro. Al primo campionato sulla panchina grigiorossa vince il girone A di Lega Pro, aggiudicandosi la promozione diretta in Serie B e riportando così in serie cadetta la Cremonese dopo undici anni di assenza. La vittoria decisiva arriva all'ultima giornata in casa, grazie al 3-2 contro il Racing Roma, dopo una straordinaria rimonta ai danni dell'Alessandria, a lungo capolista e giunta ad avere anche 9 punti di vantaggio sui lombardi. Nella stagione successiva in Serie B, alla fine di un ottimo girone d'andata che vede i grigiorossi in piena zona play-off, una serie di 15 partite consecutive senza vittorie fanno precipitare la compagine grigiorossa a ridosso della zona play-out, decretando la fine dell'esperienza cremonese dell'allenatore veneto, esonerato a cinque giornate dal termine del campionato.

#### Pordenone
Per la stagione 2018-2019 si accorda con il Pordenone, squadra militante in Serie C, con la quale raggiunge, alla penultima giornata del campionato una storica promozione in Serie B. Nel campionato cadetto la squadra stupisce arrivando a lottare a sorpresa per la promozione in massima serie, conquistando il quarto posto e l'accesso diretto alle semifinali play-off. Nella semifinale d'andata il Pordenone vince per 0-1 sul campo del Frosinone, ma al ritorno, nonostante il risultato positivo, il fattore campo e il miglior piazzamento in classifica, i friulani perdono 0-2 venendo così eliminati. Il 17 agosto 2020 rinnova il suo contratto con i friulani per altri due anni. Il 3 aprile 2021, in seguito alla sconfitta subita il giorno precedente sul campo del Brescia per 1-4, viene esonerato con la squadra al 15º posto a due punti dalla zona play-out.

#### Modena
Il 22 giugno seguente rescinde il suo contratto con i neroverdi per poi diventare il giorno stesso il nuovo tecnico del Modena, militante in Serie C, con cui firma un contratto biennale con opzione. Tra ottobre e gennaio raccoglie 14 vittorie consecutive, stabilendo il nuovo record di vittorie consecutive nella storia della categoria, il record precedente era di 11 vittorie consecutive appartenente a Cittadella, Reggina e Ternana. Questa striscia viene interrotta il 2 febbraio a seguito del pareggio per 0-0 contro la Reggiana. La prima sconfitta dopo 21 gare arriva invece il 6 marzo contro l'Olbia per 1-2. Il 23 aprile, staccando di due punti la Reggiana, all’ultima giornata conquista la promozione in Serie B, la sua quarta in carriera, riportando i canarini in serie cadetta dopo sei anni dall'ultima volta. Confermato anche per la stagione successiva, in cadetteria, conduce i gialloblù ad una tranquilla salvezza classificandosi al decimo posto, a un punto dalla zona play-off. A fine campionato lascia la società emiliana.

#### Ritorno alla Triestina
L'11 luglio 2023, dopo aver risolto il contratto che lo legava al Modena ancora per una stagione, viene ingaggiato dalla Triestina, con cui firma un contratto di due anni, facendo ritorno nel club giuliano dopo 18 anni. Il 4 febbraio 2024, dopo 24 partite di campionato e 3 di coppa Italia di Serie C, viene esonerato con la squadra terza in classifica.
Il 27 novembre 2024, con la squadra all'ultimo posto del girone A di Serie C, viene richiamato alla guida degli alabardati, sostituendo l'esonerato Pep Clotet. Nonostante una penalizzazione di 5 punti, porta il team al sedicesimo posto, disputando i playout col Caldiero e ottenendo la salvezza grazie al miglior piazzamento nella classifica regolare. Il 12 giugno viene annunciato che non sarà più l'allenatore della Triestina, causa una politica interna del club orientata all'austerity e alla riduzione dei costi per la successiva stagione, nonostante avesse avanzato una proposta di riduzione dell'ingaggio. 

## Statistiche

### Statistiche da allenatore
Statistiche aggiornate al 17 maggio 2025. In grassetto le competizioni vinte.
| Stagione          | Squadra           | Campionato        | Campionato | Campionato | Campionato | Campionato | Coppe nazionali | Coppe nazionali | Coppe nazionali | Coppe nazionali | Coppe nazionali | Coppe continentali | Coppe continentali | Coppe continentali | Coppe continentali | Coppe continentali | Altre coppe | Altre coppe | Altre coppe | Altre coppe | Altre coppe | Totale | Totale | Totale | Totale | Vittorie % | Piazzamento             |
| Stagione          | Squadra           | Comp              | G          | V          | N          | P          | Comp            | G               | V               | N               | P               | Comp               | G                  | V                  | N                  | P                  | Comp        | G           | V           | N           | P           | G      | V      | N      | P      | %          | Piazzamento             |
| ----------------- | ----------------- | ----------------- | ---------- | ---------- | ---------- | ---------- | --------------- | --------------- | --------------- | --------------- | --------------- | ------------------ | ------------------ | ------------------ | ------------------ | ------------------ | ----------- | ----------- | ----------- | ----------- | ----------- | ------ | ------ | ------ | ------ | ---------- | ----------------------- |
| 1992-1993         | Sevegliano        | CND               | 34         | 10         | 19         | 5          | CI-Dil.         | ?               | ?               | ?               | ?               | -                  | -                  | -                  | -                  | -                  | -           | -           | -           | -           |             | 34     | 10     | 19     | 5      | 29,41      | 5º                      |
| 1993-1994         | Sevegliano        | CND               | 34         | 10         | 15         | 9          | CI-Dil.         | ?               | ?               | ?               | ?               | -                  | -                  | -                  | -                  | -                  | -           | -           | -           | -           | -           | 34     | 10     | 15     | 9      | 29,41      | 7º                      |
| Totale Sevegliano | Totale Sevegliano | Totale Sevegliano | 68         | 20         | 34         | 14         |                 | -               | -               | -               | -               |                    | -                  | -                  | -                  | -                  |             | -           | -           | -           | -           | 68     | 20     | 34     | 14     | 29,41      |                         |
| 2001-2002         | Südtirol          | C2                | 34+2       | 17         | 11+2       | 6          | CI-C            | 4               | 1               | 2               | 1               | -                  | -                  | -                  | -                  | -                  | -           | -           | -           | -           | -           | 40     | 18     | 15     | 7      | 45,00      | 4º                      |
| 2002-2003         | Südtirol          | C2                | 34+4       | 15+1       | 12+2       | 7+1        | CI-C            | 8               | 3               | 2               | 3               | -                  | -                  | -                  | -                  | -                  | -           | -           | -           | -           | -           | 46     | 19     | 16     | 11     | 41,30      | 3º                      |
| Totale Südtirol   | Totale Südtirol   | Totale Südtirol   | 74         | 33         | 27         | 14         |                 | 12              | 4               | 4               | 4               |                    | -                  | -                  | -                  | -                  |             | -           | -           | -           | -           | 86     | 37     | 31     | 18     | 43,02      |                         |
| 2003-2004         | Triestina         | B                 | 46         | 15         | 19         | 12         | CI              | 1               | 0               | 1               | 0               | -                  | -                  | -                  | -                  | -                  | -           | -           | -           | -           | -           | 47     | 15     | 20     | 12     | 31,91      | 10º                     |
| 2004-2005         | Triestina         | B                 | 42+2       | 12+2       | 12         | 18         | CI              | 5               | 3               | 0               | 2               | -                  | -                  | -                  | -                  | -                  | -           | -           | -           | -           | -           | 49     | 17     | 12     | 20     | 34,69      | 18º                     |
| lug.-ago. 2005    | Cagliari          | A                 | 1          | 0          | 0          | 1          | CI              | 3               | 2               | 1               | 0               | -                  | -                  | -                  | -                  | -                  | -           | -           | -           | -           | -           | 4      | 2      | 1      | 1      | 50,00      | Eson.                   |
| giu.-nov. 2006    | Ascoli            | A                 | 11         | 0          | 4          | 7          | CI              | 2               | 1               | 0               | 1               | -                  | -                  | -                  | -                  | -                  | -           | -           | -           | -           | -           | 13     | 1      | 4      | 8      | &7,69      | Eson.                   |
| 2007-feb. 2008    | Mantova           | B                 | 27         | 12         | 6          | 9          | CI              | 1               | 0               | 0               | 1               | -                  | -                  | -                  | -                  | -                  | -           | -           | -           | -           | -           | 28     | 12     | 6      | 10     | 42,86      | Eson.                   |
| feb.-mar. 2009    | Padova            | 1D                | 5          | 1          | 1          | 3          | CI-LP           | -               | -               | -               | -               | -                  | -                  | -                  | -                  | -                  | -           | -           | -           | -           | -           | 5      | 1      | 1      | 3      | 20,00      | Sub., Eson.             |
| 2009-2010         | Novara            | 1D                | 34         | 18         | 13         | 3          | CI+CI-LP        | 5+1             | 3               | 1+1             | 1               | -                  | -                  | -                  | -                  | -                  | SdL-1D      | 2           | 1           | 0           | 1           | 42     | 22     | 15     | 5      | 52,38      | 1º (prom.)              |
| 2010-2011         | Novara            | B                 | 42+4       | 18+1       | 16+3       | 8          | CI              | 3               | 2               | 0               | 1               | -                  | -                  | -                  | -                  | -                  | -           | -           | -           | -           | -           | 49     | 21     | 19     | 9      | 42,86      | 3º (prom.)              |
| 2011-2012         | Novara            | A                 | 32         | 6          | 9          | 17         | CI              | 3               | 2               | 0               | 1               | -                  | -                  | -                  | -                  | -                  | -           | -           | -           | -           | -           | 35     | 8      | 9      | 18     | 22,86      | Eson., Sub. 19º (retr.) |
| ago.-ott. 2012    | Novara            | B                 | 12         | 3          | 5          | 4          | CI              | 2               | 1               | 0               | 1               | -                  | -                  | -                  | -                  | -                  | -           | -           | -           | -           | -           | 14     | 4      | 5      | 5      | 28,57      | Eson.                   |
| Totale Novara     | Totale Novara     | Totale Novara     | 124        | 46         | 46         | 32         |                 | 14              | 8               | 2               | 4               |                    | -                  | -                  | -                  | -                  |             | 2           | 1           | 0           | 1           | 140    | 55     | 48     | 37     | 39,29      |                         |
| gen.-giu. 2014    | Ternana           | B                 | 21         | 7          | 8          | 6          | CI              | -               | -               | -               | -               | -                  | -                  | -                  | -                  | -                  | -           | -           | -           | -           | -           | 21     | 7      | 8      | 6      | 33,33      | Sub. 16º                |
| 2014-2015         | Ternana           | B                 | 42         | 13         | 12         | 17         | CI              | 2               | 1               | 0               | 1               | -                  | -                  | -                  | -                  | -                  | -           | -           | -           | -           | -           | 44     | 14     | 12     | 18     | 31,82      | 12º                     |
| Totale Ternana    | Totale Ternana    | Totale Ternana    | 63         | 20         | 20         | 23         |                 | 2               | 1               | 0               | 1               |                    | -                  | -                  | -                  | -                  |             | -           | -           | -           | -           | 65     | 21     | 20     | 24     | 32,31      |                         |
| 2015-2016         | Avellino          | B                 | 37         | 13         | 9          | 15         | CI              | 2               | 1               | 0               | 1               | -                  | -                  | -                  | -                  | -                  | -           | -           | -           | -           | -           | 39     | 14     | 9      | 16     | 35,90      | Eson., Sub. 14º         |
| 2016-2017         | Cremonese         | LP                | 38         | 24         | 6          | 8          | CI+CI-LP        | 3+1             | 2               | 0               | 1+1             | -                  | -                  | -                  | -                  | -                  | SC-LP       | 2           | 0           | 0           | 2           | 44     | 26     | 6      | 12     | 59,09      | 1º (prom.)              |
| 2017-apr. 2018    | Cremonese         | B                 | 37         | 8          | 19         | 10         | CI              | 2               | 1               | 0               | 1               | -                  | -                  | -                  | -                  | -                  | -           | -           | -           | -           | -           | 39     | 9      | 19     | 11     | 23,08      | Eson.                   |
| Totale Cremonese  | Totale Cremonese  | Totale Cremonese  | 75         | 32         | 25         | 18         |                 | 6               | 3               | 0               | 3               |                    | -                  | -                  | -                  | -                  |             | 2           | 0           | 0           | 2           | 83     | 35     | 25     | 23     | 42,17      |                         |
| 2018-2019         | Pordenone         | C                 | 38         | 19         | 16         | 3          | CI+CI-C         | 2+1             | 1+0             | 1+0             | 0+1             | -                  | -                  | -                  | -                  | -                  | SC-C        | 2           | 1           | 1           | 0           | 43     | 21     | 18     | 4      | 48,84      | 1º (prom.)              |
| 2019-2020         | Pordenone         | B                 | 38+2       | 16+1       | 10         | 12+1       | CI              | 1               | 0               | 0               | 1               | -                  | -                  | -                  | -                  | -                  | -           | -           | -           | -           | -           | 41     | 17     | 10     | 14     | 41,46      | 4º                      |
| 2020-apr. 2021    | Pordenone         | B                 | 30         | 7          | 13         | 10         | CI              | 2               | 1               | 1               | 0               | -                  | -                  | -                  | -                  | -                  | -           | -           | -           | -           | -           | 32     | 8      | 14     | 10     | 25,00      | Eson.                   |
| Totale Pordenone  | Totale Pordenone  | Totale Pordenone  | 108        | 43         | 39         | 26         |                 | 6               | 2               | 2               | 2               |                    | -                  | -                  | -                  | -                  |             | 2           | 1           | 1           | 0           | 116    | 46     | 42     | 28     | 39,66      |                         |
| 2021-2022         | Modena            | C                 | 38         | 27         | 7          | 4          | CI-C            | 3               | 2               | 1               | 0               | -                  | -                  | -                  | -                  | -                  | SC-C        | 2           | 1           | 1           | 0           | 43     | 30     | 9      | 4      | 69,77      | 1º (prom.)              |
| 2022-2023         | Modena            | B                 | 38         | 13         | 9          | 16         | CI              | 3               | 2               | 0               | 1               | -                  | -                  | -                  | -                  | -                  | -           | -           | -           | -           | -           | 41     | 15     | 9      | 17     | 36,59      | 10º                     |
| Totale Modena     | Totale Modena     | Totale Modena     | 76         | 40         | 16         | 20         |                 | 6               | 4               | 1               | 1               |                    | -                  | -                  | -                  | -                  |             | 2           | 1           | 1           | 0           | 84     | 45     | 18     | 21     | 53,57      |                         |
| 2023-feb. 2024    | Triestina         | C                 | 24         | 14         | 4          | 6          | CI-C            | 3               | 2               | 0               | 1               | -                  | -                  | -                  | -                  | -                  | -           | -           | -           | -           | -           | 27     | 16     | 4      | 7      | 59,26      | Eson.                   |
| nov. 2024-2025    | Triestina         | C                 | 22+2       | 11         | 4+2        | 7          | CI-C            | -               | -               | -               | -               | -                  | -                  | -                  | -                  | -                  | -           | -           | -           | -           | -           | 24     | 11     | 6      | 7      | 45,83      | Sub., 16º               |
| Totale Triestina  | Totale Triestina  | Totale Triestina  | 138        | 54         | 41         | 43         |                 | 9               | 5               | 1               | 3               |                    | -                  | -                  | -                  | -                  |             | -           | -           | -           | -           | 147    | 59     | 42     | 46     | 40,14      |                         |
| Totale carriera   | Totale carriera   | Totale carriera   | 807        | 314        | 268        | 225        |                 | 63              | 31              | 11              | 21              |                    | -                  | -                  | -                  | -                  |             | 8           | 3           | 2           | 3           | 878    | 348    | 281    | 249    | 39,64      |                         |

## Palmarès

### Allenatore

#### Club

##### Competizioni nazionali
- Lega Pro Prima Divisione: 1

Novara: 2009-2010 (girone A)
- Supercoppa di Lega di Prima Divisione: 1

Novara: 2010
- Lega Pro: 1

Cremonese: 2016-2017 (girone A)
- Serie C: 2

Pordenone: 2018-2019 (girone B)
Modena: 2021-2022 (girone B)
- Supercoppa di Serie C: 2

Pordenone: 2019
Modena: 2022

### Individuale
- Panchina d'argento: 1

2010-2011